# Alexandre Ier (roi d'Écosse)
Pour les articles homonymes, voir Alexandre Ier.
Alexandre Ier d'Écosse (gaélique : Alaxandair mac Maíl Choluim) dit le Féroce, né vers 1080 et mort à Stirling le 23 avril 1124, est un roi d'Écosse régnant de 1107 à 1124.

## Biographie

### Origine
Né autour de l'an 1080, il est le cinquième fils du roi Malcolm III d'Écosse et de Sainte Marguerite d'Écosse. Il doit sans doute son nom à Alexandre II qui était Pape à l'époque du mariage de ses parents.
Sous le règne de son frère Edgar Ier à qui il succède le 8 janvier 1107, il contrôle l'Écosse au sud du Forth et du Solway. En 1113, il doit concéder à son frère cadet David un large territoire comprenant le Northumberland, le Lothian et la Cumbria du Lennox à la Solway, à l'exception de la région de Carlisle annexée en 1092 par Guillaume II d'Angleterre. David règne sur son domaine avec les titres de « princeps et dux » ou de « Cumbrensis regionis princeps ».

### Règne
Pendant le règne d'Alexandre Ier, l'Écosse se modernise et la féodalité se développe. Le roi est à l'origine de la construction du château de Stirling. Il reste pendant tout son règne un fidèle allié du roi d'Angleterre. C'est à ce titre qu'Alexandre sert en 1114 avec un contingent lors de la campagne du roi Henri Ier d'Angleterre dans le nord du pays de Galles.
En 1115, le roi Alexandre Ier installe un prieuré de Chanoines réguliers de saint Augustin dans l'abbaye celtique de Scone, lieu de couronnement des rois d'Écosse, situé près de la résidence royale de Perth.
C'est dans la charte de donation liée à cet événement que pour la première fois six des sept nobles témoins sont désignés par le vocable « Comes », à l'exception d'un Gospatrick qui pourtant comme comte de Dunbar contrôlait bien la partie du Lothian soumise au roi. Il s'agit de Malise (comte de Strathearn), Madach (comte d'Atholl), Rothri (comte de Mar), Gartnach (comte de Buchan). L'identité de deux signataires demeure incertaine: Dufagan i.e Dubican (sans doute comte d'Angus ?) et Beth (?).
Peu après, sans doute à la suite du meurtre en 1116 par les « Hommes de Moray » de son parent Lodmund ou Ladhmann mac Domnaill, le « petit-fils du roi d'Alba » (i.e de Malcolm III d'Écosse), il mène une violente expédition punitive contre les habitants de Moray et de Ross qui est à l'origine de son surnom.
Alexandre Ier d'Écosse meurt sans héritier le 23 avril 1124, âgé d'une quarantaine d'années, au château de Stirling. Il est inhumé à l'abbaye de Dunfermline, comme les autres membres de sa famille.

### Relations avec l'Église
Le siège de Saint Andrews qui était le seul évêché du domaine royal écossais était vacant depuis la disparition en 1093 du dernier évêque celtique Fothad II de Cennrígmonaid. Dès la première année de son règne, Alexandre Ier veut lui donner un successeur en la personne de Turgot, ancien confesseur de sa mère Marguerite et désormais prieur de Durham, qui est élu le 20 juin 1107. Du fait des liens de Turgot et de son église avec l'archevêché d'York, c'est là qu'il est consacré le 1er août 1109. Six ans après, Turgot décide de se retirer à Durham où il meurt le 31 août 1115.
Afin de s'affranchir de la tutelle religieuse d'York, le roi Alexandre Ier demande alors à Radulf, Archevêque de Canterbury, de lui recommander un successeur. Cet appel ravive les disputes entre les deux métropoles religieuses et ce n'est qu'en 1120 qu'un moine de Canterbury nommé Eadmer devient évêque de Saint Andrews. Devant les difficultés rencontrées, Eadmer quitte l'Écosse pour Canterbury mais lorsqu'il veut revenir sur son siège, Alexandre Ier refuse de le recevoir et le siège demeure de nouveau vacant. Et ce n'est qu'après la mort d'Eadmer en 1124 et celle du roi la même année que Robert prieur du monastère de Scone devient évêque et reçoit sa consécration de l'archevêque d'York.

## Union et postérité
Alexandre Ier eut pour épouse Sibylle de Normandie (morte en juillet 1122), fille du roi Henri Ier d'Angleterre et de Sybille Corbet d'Alcester, de la noble famille Corbet de Normandie. La reine est inhumée comme son époux dans l'Abbaye de Dunfermline.
Le roi Alexandre Ier d’Écosse laisse toutefois un fils, Máel Coluim mac Alaxandair qui sera prétendant au trône contre son oncle David Ier d'Écosse. Il s'agit d'un personnage relativement obscur en raison des rares documents le concernant. Il apparaît seulement dans des sources anglo-normandes favorables à David Ier qui le qualifie de « bâtard ». Pourtant, de nombreuses archives prouvent le contraire[réf. nécessaire].